# Ponte Muromskij
Il ponte Muromskij (in russo Муромский мост?, Muromskij Most) è un'infrastruttura stradale che attraversa il fiume Oka presso la città di Murom, nel circondario federale centrale in Russia.

## Storia

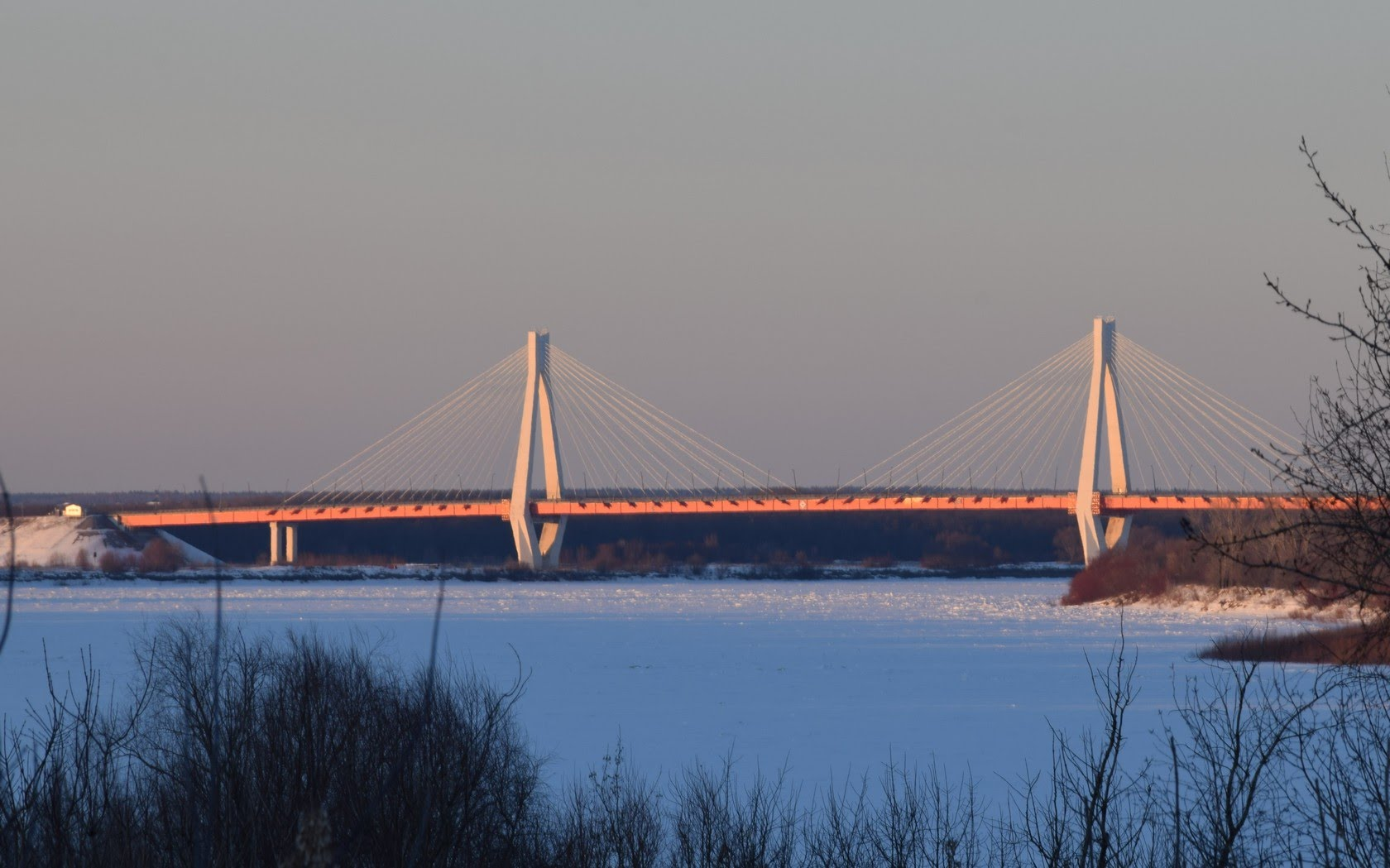
Il ponte in inverno

Il ponte è attraversato dall'autostrada R72, che collega Vladimir e Arzamas passando con una tangenziale subito a nord di Murom, collegando gli oblast di Vladimir e di Nižnij Novgorod, il cui confine in quel punto si trova lungo il fiume Oka.
Prima della costruzione del ponte l'attraversamento del fiume avveniva tramite un vecchio ponte di barche durante i mesi estivi, mentre in inverno doveva essere utilizzato un sistema di traghetti. I lavori di costruzione sono iniziati nell'agosto 2006 ad opera della società di costruzioni Mostotrest e sono costati complessivamente 8 miliardi di rubli. Il ponte è stato inaugurato il 1º ottobre 2009 alla presenza dell'allora primo ministro Vladimir Putin.
Al momento della sua inaugurazione il ponte era il primo ponte strallato dell'oblast di Nižnij Novgorod e il quarto del paese. Nel 2007 il progetto del ponte è stato nominato "progetto dell'anno" in Russia.
Nel 2013 attraverso un sondaggio online il ponte si è classificato al primo posto come ponte più bello della Russia, davanti al ponte Drago rosso sul fiume Irtyš a Chanty-Mansijsk e al ponte Jugorskij sul fiume Ob' a Surgut.

## Descrizione

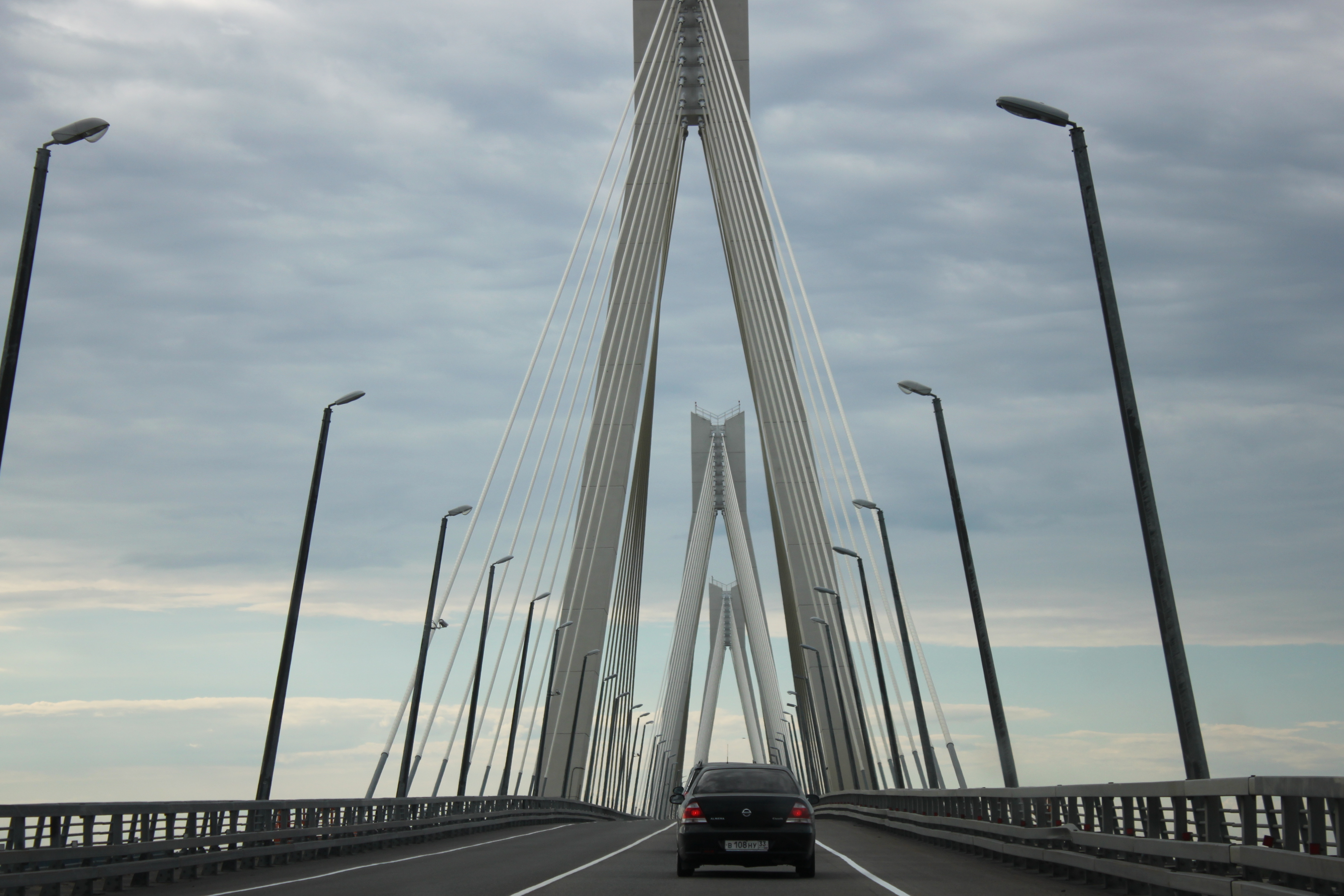
Vista dell'impalcato stradale

Il ponte ha una lunghezza complessiva, comprese le rampe di accesso, di quasi 1 400 metri. La porzione al di sopra del fiume Oka ha una struttura simmetrica ed è composta da 6 campate di rispettivamente 63,6 metri, 108,5 metri, 2 x 231 metri, 108,5 metri e 63,6 metri. Le campate centrali sono sorrette da tre grandi piloni in calcestruzzo armato con una forma a doppia Y di 86,7 metri di altezza, dai quali partono gli stralli in acciaio.
L'impalcato si trova a 16 metri di altezza rispetto al livello dell'acqua, ha una larghezza di 15 metri e ospita due corsie carrabili, una per senso di marcia, oltre a due corsie di emergenza. È attraversato da circa 15 000 veicoli al giorno, ma la sua capacità può essere aumentata fino a 20 000 veicoli in futuro.